# Pierce Paris
Chance Jay Baker, conocido por su nombre artístico Pierce Paris (también conocido como Brother Hales, Leo Winston, Pierce Paris, Pierce, Pierce Hartman) (Bozeman, Montana, Estados Unidos, 19 de agosto de 1985), es un actor pornográfico bisexual, modelo para adultos y director estadounidense.

## Biografía
Antes de su carrera como actor pornográfico fue trabajador de una empresa petrolera en Dakota del Norte, se decidió a dejar su trabajo y comenzó a modelar. Inició su carrera en la industria pornográfica en 2014, a la edad de 29 años realizando sus primeras grabaciones mientras mantenía su trabajo. No fue hasta que renunció a su empleo para dedicarse a la industria del cine para adultos. Inicialmente actuó en películas porno producidas por Next Door Studios, luego también comenzó a aparecer en producciones, entre otras. Devil's Film
Comenzó su carrera como director de películas con "Caught Raw-Handed, Part 1", una colaboración con Ben Rush y producida por Masqulin, que se lanzó en 2020. 

## Premios y nominaciones
| Año  | Premio                          | Categoría                                                                      | Resultado | Ref.  |
| ---- | ------------------------------- | ------------------------------------------------------------------------------ | --------- | ----- |
| 2018 | Transgender Erotica Awards Show | Best Non-TS Male Performer                                                     | Nominado  | [ 1 ] |
| 2018 | Str8UpGayPorn Awards            | Best Bottoming Performance, Electric Sex 3 (2018)                              | Nominado  | [ 1 ] |
| 2018 | Str8UpGayPorn Awards            | Best Cock                                                                      | Nominado  | [ 1 ] |
| 2018 | Str8UpGayPorn Awards            | Best Three-Way Scene, Making Rent (2018)                                       | Nominado  | [ 1 ] |
| 2019 | GAYVN                           | Best Bi Sex Scene, Wanna Fuck My Wife Gotta Fuck Me Too 11 (2017)              | Ganador   | [ 6 ] |
| 2019 | GAYVN                           | Best Fetish Sex Scene, Breaking Mr. Hart (2018)                                | Nominado  | [ 6 ] |
| 2019 | GAYVN                           | Best Three-Way Sex Scene, Making Rent (2018)                                   | Nominado  | [ 6 ] |
| 2019 | Grabby Awards                   | Best Versatile Performer                                                       | Nominado  | [ 7 ] |
| 2019 | Grabby Awards                   | Hottest Cock                                                                   | Nominado  | [ 7 ] |
| 2019 | Grabby Awards                   | Hottest Body                                                                   | Nominado  | [ 7 ] |
| 2019 | Grabby Awards                   | Best Duo, Love & Lust in New Orleans (2017)                                    | Nominado  | [ 7 ] |
| 2019 | Grabby Awards                   | Hottest Flip, Private Practice (2017)                                          | Nominado  | [ 7 ] |
| 2019 | Grabby Awards                   | Performer of the Year                                                          | Nominado  | [ 7 ] |
| 2019 | Transgender Erotica Awards Show | Best Boy/Girl Scene, Trans Pool Party (2018)                                   | Nominado  | [ 1 ] |
| 2019 | Transgender Erotica Awards Show | Best Non-TS Performer (Male)                                                   | Nominado  | [ 1 ] |
| 2020 | AVN Awards                      | Best Transgender Group Sex Scene, TS Seduction 43793 (2018)                    | Nominado  | [ 1 ] |
| 2020 | AVN Awards                      | Best Transgender Group Sex Scene, Chanel Santini: TS Superstar (2019)          | Ganador   | [ 1 ] |
| 2020 | AVN Awards                      | Best Transgender One-on-One Sex Scene, Balls Deep In My Balloons (2019)        | Nominado  | [ 1 ] |
| 2020 | AVN Awards                      | Best Transgender One-on-One Sex Scene, Transgression (2019)                    | Nominado  | [ 1 ] |
| 2020 | Cybersocket Awards              | Best Porn Star                                                                 | Nominado  | [ 1 ] |
| 2020 | GAYVN                           | Best Actor, Legend of Big Cock (2019)                                          | Nominado  | [ 1 ] |
| 2020 | GAYVN                           | Best Bi Sex Scene, Bi Peg To Differ (2019)                                     | Nominado  | [ 1 ] |
| 2020 | GAYVN                           | Performer of the Year                                                          | Nominado  | [ 1 ] |
| 2020 | Str8UpGayPorn Awards            | Scene of the Year, Running Butthole Challenge 1 (2019)                         | Nominado  | [ 1 ] |
| 2020 | Transgender Erotica Awards Show | Best Boy/Girl Scene, Trans School Girls 2 (2019)                               | Nominado  | [ 1 ] |
| 2020 | Transgender Erotica Awards Show | Best Non-TS Male Performer                                                     | Nominado  | [ 1 ] |
| 2020 | XBIZ Awards                     | Gay Performer of the Year                                                      | Ganador   | [ 1 ] |
| 2021 | AVN Awards                      | Best Transgender Group Sex Scene, Trans Superstar Khloe Kay (2019)             | Nominado  | [ 1 ] |
| 2021 | FLESHBOT Awards (TRANS)         | Best Group Sex Scene, I Am Aubrey (2021)                                       | Nominado  | [ 1 ] |
| 2021 | FLESHBOT Awards (TRANS)         | Best Group Sex Scene, Muse 2 Episode 1: What We Are Missing (2021)             | Nominado  | [ 1 ] |
| 2021 | FLESHBOT Awards (TRANS)         | Best Group Sex Scene, PansexualX: Porn Crush (2021)                            | Nominado  | [ 1 ] |
| 2021 | GAYVN                           | Best Quarantine Scene, Remote Robot Fuck (2021)                                | Nominado  | [ 1 ] |
| 2021 | GAYVN                           | Best Supporting Actor, What's Gotten Into Him 1 (2020)                         | Nominado  | [ 1 ] |
| 2021 | RAVEN'S EDEN Awards             | Best Cock                                                                      | Nominado  | [ 1 ] |
| 2021 | Transgender Erotica Awards Show | Best Boy/Girl Scene, Trans Lust 2 (2020)                                       | Nominado  | [ 1 ] |
| 2021 | XBIZ Awards                     | Best Sex Scene - Gay, What's Gotten Into Him 4 (2020)                          | Nominado  | [ 1 ] |
| 2021 | XBIZ CAM Awards                 | Best Male Premium Social Media Star                                            | Nominado  | [ 1 ] |
| 2022 | AVN Awards                      | Best Actor - Featurette, Widow (III) (2020)                                    | Nominado  | [ 1 ] |
| 2022 | AVN Awards                      | Best Trans Group Sex Scene, I Am Aubrey (2021)                                 | Nominado  | [ 1 ] |
| 2022 | AVN Awards                      | Niche Performer of the Year                                                    | Nominado  | [ 1 ] |
| 2022 | Cybersocket Awards              | Influencer of the Year                                                         | Nominado  | [ 1 ] |
| 2022 | Cybersocket Awards              | Top Cock                                                                       | Nominado  | [ 1 ] |
| 2022 | GAYVN                           | Best Bi Sex Scene, Stuck in the Middle (2021)                                  | Nominado  | [ 1 ] |
| 2022 | Transgender Erotica Awards Show | Best Non-TS Male Performer                                                     | Ganador   | [ 1 ] |
| 2022 | Transgender Erotica Awards Show | Best Scene THreesome/Moresome, Horny for the Gamer Roommate 1 (2021)           | Nominado  | [ 1 ] |
| 2022 | Transgender Erotica Awards Show | Best Scene THreesome/Moresome, I Am Aubrey (2021)                              | Nominado  | [ 1 ] |
| 2022 | Transgender Erotica Awards Show | Best Scene THreesome/Moresome, Shiri's First Gangbang: Gym Slut Takes 5 (2021) | Ganador   | [ 1 ] |
| 2023 | AVN Awards                      | Niche Specialty Performer of the Year                                          | Nominado  | [ 1 ] |